# Joel Rodríguez Pérez
Joel Rodríguez Pérez (Las Palmas de Gran Canaria, 6 de octubre de 1997) es un deportista español que compite en vela en la clase Laser.
Participó en los Juegos Olímpicos de Tokio 2020, ocupando el decimosexto lugar en la clase Laser. Obtuvo una medalla de bronce en los Juegos Mediterráneos de 2018, en la misma clase.